# Brachymeria oxygastra
Brachymeria oxygastra är en stekelart som beskrevs av Masi 1932. Brachymeria oxygastra ingår i släktet Brachymeria och familjen bredlårsteklar. Inga underarter finns listade.